# Cecilia Colledge
Magdalena Cecilia Colledge (* 28. November 1920 in Hampstead, London, England; † 12. April 2008 in Cambridge, Massachusetts, USA) war eine britische Eiskunstläuferin, die im Einzellauf startete. Sie ist die Weltmeisterin von 1937 und die Europameisterin von 1937, 1938 und 1939.

## Werdegang
Cecilia Colledge war die Tochter des HNO-Chirurgen Dr. Lionel Colledge. Sie begann sich für das Eiskunstlaufen zu interessieren, nachdem sie die Weltmeisterschaft 1928 gesehen hatte, die in ihrer Heimatstadt London stattfand. Der konkrete Einfluss, der sie zum Eiskunstlaufen inspirierte, ist nicht ganz klar. Einige sagen, dass sie von Sonja Henie inspiriert wurde, andere, dass ihre Mutter Margaret bei der besagten Weltmeisterschaft die Mutter von Maribel Vinson getroffen hatte und dies dazu führte, dass Mutter Margaret ihre Tochter beim Eiskunstlaufen anmeldete. Colledges' Trainer waren Eva Keats und Jacques Gerschwiler, der zeitweise bei der Familie Colledge wohnte. Sie trainierte täglich sechs Stunden im Queens Ice Club in London.

### Mit 12 zur Europameisterschaft, mit 16 Weltmeisterin
Im Alter von elf Jahren und 11 Wochen ging Colledge bei den Olympischen Winterspielen 1932 in Lake Placid an den Start und wurde somit die jüngste Sportlerin, die jemals an Olympischen Spielen teilnahm. Sie belegte den achten Platz. In den Jahren 1932 bis 1934 wurde sie britische Vizemeisterin hinter Megan Taylor. Von 1935 bis 1939 und 1946 wurde Colledge dann britische Meisterin im Eiskunstlauf der Damen. 1937 wurden zwei nationale Meisterschaften ausgetragen, Colledge gewann beide davon vor Taylor.
Sie nahm 1933 bis 1939 mit Ausnahme von 1934 an allen Europameisterschaften teil und landete dabei immer auf dem Podium. In den Jahren 1933 und 1936 wurde sie Vize-Europameisterin hinter Sonja Henie, der norwegischen Serien-Weltmeisterin 1927–1936. 1935 gewann sie die Bronzemedaille hinter Henie und Liselotte Landbeck (Österreich). In den Folgejahren 1937, 1938 und 1939 wurde sie schließlich Europameisterin, stets vor ihrer Landsfrau Megan Taylor.
Bei der Berliner Europameisterschaft 1936 zeigte sie einen doppelten Salchow und war damit die erste Frau, die einen doppelten Sprung im Wettbewerb stand. Nachdem sie bei ihren ersten zwei Weltmeisterschaften 1932 und 1933 Achte bzw. Fünfte geworden war, wurde Colledge 1935 und 1938 Vize-Weltmeisterin, erst hinter Henie und dann hinter Taylor. 1937 gewann sie dann im heimischen London ihren einzigen Weltmeisterschaftstitel vor Taylor. Bei der Weltmeisterschaft 1939 konnte sie aufgrund einer gezerrten Achillessehne nicht antreten.
Bei ihren zweiten Olympischen Spielen, 1936 in Garmisch-Partenkirchen, gewann sie die Silbermedaille. Sie unterlag dabei erneut nur Sonja Henie. Nach den Pflichtfiguren lagen beide nur wenige Punkte auseinander. Sandra Stevenson berichtet davon in ihrem Artikel in The Independent am 21. April 2008:

“the closeness infuriated Henie, who, when the result for that section was posted on a wall in the competitors' lounge, swiped the piece of paper and tore it into little pieces. The draw for the free skating [then] came under suspicion after Henie landed the plum position of skating last, while Colledge had to perform second of the 26 competitors. The early start was seen as a disadvantage, with the audience not yet whipped into a clapping frenzy and the judges known to become freer with their higher marks as the event proceeded. Years later, a fairer, staggered draw was adopted to counteract this situation.”

„die Knappheit erzürnte Henie, die, als das Resultat für diesen Abschnitt an der Wand des Teilnehmerbereichs angeschlagen wurde, das Papierstück nahm und in kleine Stücke zerriss. Die Auslosung für die Kür kam dann unter Verdacht, da Henie als letzte Starterin die beste Position hatte, während Colledge schon als Zweite von 26 Starterinnen antreten musste. Dieser frühe Start wurde als Nachteil gesehen, da das Publikum noch nicht im Rhythmus eines Beifallssturmes war und die Punktrichter bekanntermaßen großzügiger mit der Vergabe von höheren Bewertungen wurden, je länger der Wettbewerb andauerte. Jahre später wurde eine gerechtere, gestaffelte Auslosung eingeführt, um dieser Tatsache entgegenzuwirken.“

### Innovationen, Profi-Laufbahn und Trainerin
Colledge war nicht nur die erste Läuferin, die einen doppelten Sprung, den Salchow, sprang. Sie erfand außerdem die Waagepirouette (Camel Spin) und Himmelspirouette (Layback Spin) sowie den einbeinigen Axel, der nach ihr benannt wurde.
Im Zweiten Weltkrieg fuhr Cecilia Colledge während The Blitz eine zivile Ambulanz in London beim British Motor Transport Corps. Ihre Familie gab dem späteren Eiskunstlauf-Weltmeister (er hat vor dem Krieg bereits zwei Schweizermeistertitel geholt) Hans Gerschwiler Heimat, als dessen Onkel in die Schweiz zurückmusste. Ihr Bruder, Maule, wurde Fliegerleutnant und kehrte von einem Einsatz über Berlin im September 1943 nicht zurück. Ihr Vater starb 1948. Nach dem Zweiten Weltkrieg kehrte sie noch einmal kurz zum Amateursport zurück und gewann 1946 den britischen Meistertitel zum sechsten und letzten Mal. Nachdem sie zu den Profis gewechselt war, gewann sie dort 1947 und 1948 die Meisterschaften.
In den späten Vierzigern trat Cecilia Colledge in einigen Eis-Shows in London auf. Anschließend wanderte sie 1951 in die USA aus und war von 1952 bis 1977 im „Skating Club of Boston“ Trainerin. Zu ihren Schülerinnen gehörte die US-amerikanische Meisterin von 1963 Lynn Benson und Ronald Ludington, der bei den Olympischen Spielen 1960 zusammen mit seiner Frau Nancy Bronze im Paarlauf gewann, später Trainer wurde und die meisten seiner Kenntnisse Colledge zuschrieb.
1980 wurde Colledge in die Eiskunstlauf Hall of Fame aufgenommen.
1996 hatte sie einen Autounfall, als sie die Centre Street in Newton überqueren wollte. Das Auto fuhr zu schnell. Seitdem zog sie ihre Schlittschuhe nie wieder an.
Cecilia Colledge war nie verheiratet und hatte auch keine Nachkommen. Sie starb im Alter von 87 Jahren nach kurzer Krankheit am 12. April 2008 im Mount Auburn Hospital in Cambridge, Massachusetts. Ihre Asche wurde auf ihren eigenen Wunsch hin über das Familiengrab im Brookwood Cemetery, ca. 50 km südwestlich ihrer Geburtsstadt London, verstreut. Eine Zeremonie gab es nicht.

## Ergebnisse
| Wettbewerb / Jahr         | 1932 | 1933 | 1934 | 1935 | 1936 | 1937    | 1938 | 1939 | 1946 |
| ------------------------- | ---- | ---- | ---- | ---- | ---- | ------- | ---- | ---- | ---- |
| Olympische Winterspiele   | 8.   |      |      |      | 2.   |         |      |      |      |
| Weltmeisterschaften       | 8.   | 5.   |      | 2.   |      | 1.      | 2.   |      |      |
| Europameisterschaften     |      | 2.   |      | 3.   | 2.   | 1.      | 1.   | 1.   |      |
| Britische Meisterschaften | 2.   | 2.   | 2.   | 1.   | 1.   | 1./1. 1 | 1.   |      | 1.   |